# Mary Stayed Out All Night
Mary Stayed Out All Night (hangul: 매리는 외박중; hanja: 瑪莉外宿中; rr: Maerineun Oebagjung; também conhecido como Marry Me, Mary!) é uma série de televisão sul-coreana exibida pela KBS2 em 2010, estrelada por Jang Keun-suk, Moon Geun-young, Kim Jae-wook e Kim Hyo-jin.

## Elenco

### Elenco principal
- Moon Geun-young como Wi Mae-ri
- Jang Keun-suk como Kang Mu-gyul
- Kim Jae-wook como Byun Jung-in
- Kim Hyo-jin como Seo-joon

### Elenco de apoio
- Park Joon-gyu como Jung-suk, pai de Jung-in
- Park Sang-myun como Wi Dae-han, mãe de Mae-ri
- Lee Ah-hyun como Kim So-young, mãe de Mu-gyul
- Shim Yi-young como Diretor Bang, ex-agente de Mu-gyul
- Andy Lee como Lee An, ator principal masculino do drama Wonderful Day
- Kim Min-gyu como Ri-no, membro da banda
- Geum Ho-suk como Yo-han, membro da banda
- Park Chul-hyun as Re-oh, membro da banda
- Lee Eun como So-ra, amiga de Mae-ri
- Kim Hae-rim como Ji-hye, amiga de Mae-ri
- Chae Min-hee como Jang PD
- Yoon Yoo-sun como escritor de drama

## Exibição
| País          | Emissora             | Data de estreia       | Data de final          | Título                               | Número de episódios | Horário                      |
| ------------- | -------------------- | --------------------- | ---------------------- | ------------------------------------ | ------------------- | ---------------------------- |
| Coreia do Sul | KBS2                 | 8 de novembro de 2010 | 28 de dezembro de 2010 | 매리는 외박중 (Maerineun Oebagjung)  | 16                  | Segunda e terça às 21h55     |
|               | KBS World            | 2010                  | 2011                   | Mary Stayed Out All Night            | 16                  | Segunda a domingo            |
| Filipinas     | ABS-CBN              | 20 de junho de 2011   | 5 de agosto de 2011    | Marry Me, Mary!                      |                     | Segunda a Sexta às 17h       |
| Malásia       | 8TV                  | 18 de junho de 2011   | 2011                   | 瑪莉外宿中 (Ma Li Wai Zu Zhong)      |                     | Sábado às 16h                |
| Taiwan        | STAR Chinese Channel | 2 de maio de 2011     | 7 de junho de 2011     | 瑪莉外宿中 (Ma Li Wai Zu Zhong)      |                     | Segunda a Sexta às 21h00     |
| Taiwan        | Channel V Taiwan     | 2 de julho de 2012    | 9 de agosto de 2012    | 瑪莉外宿中 (Ma Li Wai Zu Zhong)      |                     | Segunda a Sexta às 09h       |
| Japão         | TBS                  | 20 de maio de 2011    | 10 de junho de 2011    | メリは外泊中 (Meri wa Gaihaku-chu).  | 15                  | Segunda a Sexta              |
| China         | Xing Kong            | 30 de junho de 2011   | 8 de julho de 2011     | 瑪莉外宿中 (Ma Li Wai Zu Zhong)      |                     | Segunda a Sexta              |
| Singapura     | Star Theather        | 16 de julho de 2011   | 10 de setembro de 2011 | 瑪莉外宿中 (Ma Li Wai Zu Zhong)      |                     | Sábado às 22:30              |
| Hong Kong     | TVB J2               | 2 de janeiro de 2012  | 6 de fevereiro de 2012 | 瑪莉外宿中 (Ma Li Wai Zu Zhong)      |                     | Sábado e Domingo às 17h55    |
| Hong Kong     | TVB J2               | 30 de junho de 2012   | 7 de julho de 2012     | 瑪莉外宿中 (Ma Li Wai Zu Zhong)      |                     | 18h                          |
| Hong Kong     | TVB J2               | 18 de maio de 2013    | 27 de julho de 2013    | 瑪莉外宿中 (Ma Li Wai Zu Zhong)      |                     | Sábado                       |
| Médio Oriente | MBC4                 | 7 de novembro de 2013 | 2014                   | تزوجيني يا ماري (Tazawajini ya Mary) |                     | Domingo a quinta-feira às 16 |

## Pontuações
| Data       | Episódio | Em todo o país | Seul      |
| ---------- | -------- | -------------- | --------- |
| 2010-11-08 | 01       | 6.7%           | 7.3%      |
| 2010-11-09 | 02       | 7.0%           | 7.3% (20) |
| 2010-11-15 | 03       | 8.7% (15)      | 8.8% (13) |
| 2010-11-16 | 04       | 7.0%           | 7.1% (20) |
| 2010-11-22 | 05       | 7.1% (19)      | 7.2% (18) |
| 2010-11-29 | 06       | 6.6%           | 7.2%      |
| 2010-11-30 | 07       | 7.1%           | 7.4% (19) |
| 2010-12-06 | 08       | 5.6%           | 6.7%      |
| 2010-12-07 | 09       | 5.1%           | 6.5%      |
| 2010-12-13 | 10       | 5.6%           | 6.9%      |
| 2010-12-13 | 11       | 6.1%           | 7.2%      |
| 2010-12-14 | 12       | 5.0%           | 6.8%      |
| 2010-12-20 | 13       | 5.9%           | 6.9%      |
| 2010-12-21 | 14       | 5.9%           | 6.8%      |
| 2010-12-27 | 15       | 5.3%           | 6.6%      |
| 2010-12-28 | 16       | 6.6%           | 7.4%      |
| Média      | Média    | 6.3%           | 7.1%      |

Fonte: TNS Media Korea

## Prêmios
2010 KBS Drama Awards
- Prêmio de Melhor Netizen - Jang Keun-suk
- Prêmio de Popularidade - Moon Geun-young
- Prêmio de Melhor Casal - Moon Geun-young e Jang Keun-suk

2011 Seoul International Drama Awards
- Melhor Atriz Drama (Hallyu) - Moon Geun-young
- Melhor Drama (Hallyu) - Mary Stayed Out All Night